# KV53
KV53 (Kings' Valley 53) è la sigla che identifica una delle tombe della Valle dei Re in Egitto; sconosciuto il titolare.
Scoperta da Edward Russell Ayrton nel 1905-1906, per conto di Theodore Davis, non venne compiutamente rilevata né mappata, tanto che se ne persero le tracce. Unici reperti rinvenuti da Ayrton furono alcuni ostraka e una stele dedicatoria alla dea Mertseger a nome di Hori, capo degli scriba del "Luogo della Verità".
Ipotizzando, dalle descrizioni lasciate da Ayrton, che si trovasse nei pressi della KV35 di Amenhotep II, venne nuovamente individuata dal Supremo Consiglio delle Antichità egiziano nel 2009-2010; lo scavo moderno ha confermato che si tratta di una tomba priva di decorazioni costituita da un pozzo verticale ed un'unica camera sicuramente sottoposta a saccheggio in antico.
Non è stato possibile acquisire alcuna informazione sul titolare.

### Annotazioni
1. ↑  Le tombe vennero classificate nel 1827, dalla numero 1 alla 22, da John Gardner Wilkinson in ordine geografico. Dalla numero 23 la numerazione segue l'ordine di scoperta.

### Fonti
1. ↑  Theban Mapping Project
2. ↑  Nicholas Reeves e Richard Wilkinson, The complete valley of the Kings, New York, Thames & Hudson, 2000, p. 186.